# منطقة جذر (نظام أسماء النطاقات)
منطقة الجذر DNS هي على مستوى أعلى منطقة DNS في مساحة الاسم الهرمي لنظام أسماء النطاقات من الإنترنت .
قبل 1 أكتوبر 2016 ، كانت شركة الإنترنت للأسماء والأرقام المخصصة تشرف على منطقة الجذر التي تفوض الإدارة إلى شركة تابعة تعمل بصفتها هيئة الإنترنت للأرقام المخصصة. يتم توفير خدمات التوزيع بواسطة Verisign . قبل ذلك، كانت ICANN تؤدي مسؤولية الإدارة تحت إشراف الإدارة الوطنية للاتصالات والمعلومات، وهي وكالة تابعة لوزارة التجارة الأمريكية . تم نقل مسؤولية الإشراف إلى مجتمع أصحاب المصلحة العالمي الممثل داخل هياكل حوكمة ICANN.
أدت مجموعة من الحدود في تعريف DNS وفي بروتوكولات معينة، وهي الحجم العملي لحزم بروتوكول مخطط بيانات المستخدم غير المجزأة، إلى حد أقصى عملي يبلغ 13 عنوانًا لخادم اسم جذر يمكن استيعابها في استجابات استعلام اسم DNS. ومع ذلك، فإن منطقة الجذر تخدمها عدة مئات من الخوادم في أكثر من 130 موقعًا في العديد من البلدان.

### تهيئة خدمة DNS
يتم تقديم منطقة جذر DNS بواسطة ثلاثة عشر مجموعة من خوادم الجذر والتي تتمتع بالسلطة للاستعلامات إلى المجالات ذات المستوى الأعلى للإنترنت. وبالتالي، فإن كل حل اسم يبدأ إما باستعلام إلى خادم الجذر أو يستخدم المعلومات التي تم الحصول عليها مرة واحدة من خادم الجذر.
تحمل مجموعات خوادم الجذر الأسماء الرسمية من a.root-servers.net إلى m.root-servers.net . ولتحليل هذه الأسماء إلى عناوين، يجب على مُحلل DNS أولاً العثور على خادم معتمد لمنطقة الشبكة . ولتجنب هذا التبعية الدائرية ، يجب معرفة عنوان خادم جذر واحد على الأقل لبدء الوصول إلى DNS. ولهذا الغرض، تتضمن أنظمة التشغيل أو خوادم DNS أو حزم برامج المُحلل عادةً ملفًا يحتوي على جميع عناوين خوادم جذر DNS. وحتى إذا تغيرت عناوين IP لبعض خوادم الجذر، يلزم وجود عنوان واحد على الأقل لاسترداد القائمة الحالية لجميع خوادم الأسماء. يُطلق على ملف العنوان هذا named.cache في تنفيذ مرجع خادم الأسماء BIND . يتم توزيع الإصدار الرسمي الحالي بواسطة InterNIC التابع لـ ICANN .
باستخدام عنوان خادم جذر واحد يعمل، من الممكن اكتشاف جميع معلومات DNS الأخرى بشكل متكرر، كما يمكن العثور على معلومات حول أي اسم نطاق.

### التكرار والتنوع
تعتبر خوادم DNS الجذرية ضرورية لوظيفة الإنترنت، حيث تعتمد معظم خدمات الإنترنت، مثل شبكة الويب العالمية والبريد الإلكتروني، على أسماء النطاقات. تعد خوادم DNS نقاط فشل محتملة للإنترنت بالكامل. لهذا السبب، يتم توزيع خوادم جذر متعددة في جميع أنحاء العالم. يحد حجم حزمة DNS البالغ 512 ثماني بتات من استجابة DNS إلى ثلاثة عشر عنوانًا، حتى رفعت امتدادات البروتوكول ( انظر آليات الامتداد لـ DNS ) هذا القيد. [ 9 ] في حين أنه من الممكن وضع المزيد من الإدخالات في حزمة بهذا الحجم عند استخدام ضغط العلامات، فقد تم اختيار ثلاثة عشر كحد موثوق. منذ تقديم IPv6 ، بروتوكول الإنترنت الخليفة لـ IPv4 ، يتم تعديل الممارسات السابقة وملء المساحة الإضافية بخوادم أسماء IPv6.
يتم استضافة خوادم أسماء الجذر في مواقع آمنة متعددة مع إمكانية الوصول إلى النطاق الترددي العالي لاستيعاب حمل حركة المرور. في البداية، كانت جميع هذه التثبيتات موجودة في الولايات المتحدة؛ ومع ذلك، تحول التوزيع ولم يعد هذا هو الحال. عادةً ما يكون كل تثبيت لخادم DNS في موقع معين عبارة عن مجموعة من أجهزة الكمبيوتر ذات أجهزة توجيه موازنة الحمل. تتوفر قائمة شاملة بالخوادم ومواقعها وخصائصها على https://root-servers.org/ . اعتبارًا من 24 يونيو 2023 ، كان هناك 1708 خادم جذر في جميع أنحاء العالم.
الاتجاه الحديث هو استخدام التوجيه والتوجيه عبر أي بث لتوفير المرونة وموازنة الحمل عبر منطقة جغرافية واسعة. على سبيل المثال، يتم تمثيل خادم j.root-servers.net ، الذي تديره شركة Verisign ، بواسطة 104 (اعتبارًا من يناير 2016 ) أنظمة خادم فردية تقع حول العالم، والتي يمكن الاستعلام عنها باستخدام التوجيه عبر أي بث.

### إدارة
يتم تنسيق محتوى ملف منطقة الجذر للإنترنت بواسطة شركة تابعة لـ ICANN والتي تقوم بوظائف هيئة تخصيص أرقام الإنترنت (IANA). تقوم شركة Verisign بإنشاء ملف المنطقة وتوزيعه على مشغلي خادم الجذر المختلفين.
في عام 1997، عندما تم نقل الإنترنت من سيطرة الحكومة الأمريكية إلى أيدي القطاع الخاص، مارست NTIA الوصاية على منطقة الجذر. وذكرت وثيقة صادرة عن وزارة التجارة عام 1998 أن الوكالة "ملتزمة بالتحول الذي سيسمح للقطاع الخاص بتولي القيادة لإدارة DNS" بحلول عام 2000، ومع ذلك، لم يتم اتخاذ أي خطوات لتحقيق هذا التحول. في مارس 2014، أعلنت NTIA أنها ستنقل وصايتها إلى "مجتمع أصحاب المصلحة العالميين".
وفقًا لمساعد وزير التجارة للاتصالات والمعلومات، لورانس إي. ستريكلينج، كان شهر مارس 2014 هو الوقت المناسب لبدء انتقال الدور إلى مجتمع الإنترنت العالمي. جاءت هذه الخطوة بعد ضغوط في أعقاب الكشف عن تورط الولايات المتحدة وحلفائها في عمليات مراقبة. ومع ذلك، نفى رئيس مجلس إدارة ICANN وجود صلة بين الأمرين، وقال إن عملية الانتقال كانت مستمرة لفترة طويلة. وصف رئيس ICANN فادي شحادة هذه الخطوة بأنها تاريخية وقال إن ICANN ستتحرك نحو سيطرة أصحاب المصلحة المتعددين. كما أشاد العديد من الشخصيات البارزة في تاريخ الإنترنت غير التابعة لـ ICANN بهذه الخطوة.
لم يؤثر إعلان NTIA بشكل مباشر على كيفية أداء ICANN لدورها. في 11 مارس 2016، أعلنت NTIA أنها تلقت خطة مقترحة لتحويل دورها الإداري على منطقة الجذر، وأنها ستراجعها في غضون 90 يومًا القادمة.
تم اعتماد الاقتراح، وانتهت صلاحية عقد ICANN المتجدد لأداء وظيفة IANA في 30 سبتمبر 2016، مما أدى إلى انتقال مسؤولية الإشراف إلى مجتمع أصحاب المصلحة العالميين الممثلين داخل هياكل حوكمة ICANN. كجزء من خطة الانتقال، أنشأت شركة فرعية جديدة تسمى Public Technical Identifiers (PTI) لأداء وظائف IANA التي تتضمن إدارة منطقة جذر DNS.